# San Justo de la Vega
San Justo de la Vega ist ein nordspanischer Ort und eine Gemeinde (municipio) mit 1.775 Einwohnern (Stand: 2024) am Jakobsweg in der Provinz León in der Autonomen Gemeinschaft Kastilien-León.

## Lage und Klima
San Justo de la Vega liegt am Río Tuerto in einer Höhe von ca. 845 m in der westleonesischen Hochebene (meseta) oder (vega). Die Entfernung zur Kleinstadt Astorga beträgt etwa 4 km (Fahrtstrecke) in westlicher Richtung; nach León sind es gut 47 km in nordöstlicher Richtung. Das Klima ist gemäßigt bis warm; Regen (ca. 605 mm/Jahr) fällt überwiegend im Winterhalbjahr.

## Bevölkerungsentwicklung
| Jahr      | 1857  | 1900  | 1950  | 2000  | 2018  |
| Einwohner | 2.853 | 2.574 | 3.051 | 2.289 | 1.875 |

Aufgrund der zunehmenden Mechanisierung der Landwirtschaft und der Aufgabe zahlreicher bäuerlicher Kleinbetriebe in der zweiten Hälfte des 20. Jahrhunderts fehlten mehr und mehr Arbeitsplätze, was eine immer noch anhaltende Landflucht auslöste. Zur Gemeinde gehören auch die Dörfer Nistal,  Celada und San Román.

## Wirtschaft
Traditioneller Haupterwerb des Ortes ist die Landwirtschaft – es gedeihen Getreide, aber auch Obst und Gemüse, die auf bewässerten Flächen angebaut werden; auch die Milch- und Fleischproduktion sind nicht unbedeutend. Viele leerstehende Häuser wurden zu Ferienwohnungen (casas rurales) umgebaut.

## Geschichte
Über das Alter des Ortes besteht Unklarheit – einige nehmen eine bereits asturische Besiedlung an; andere sehen die in Astorga (Asturica Augusta) ansässigen Römer als die ersten Siedler. Westgoten und Mauren haben jedenfalls keine Spuren auf dem Gemeindegebiet hinterlassen. Erst im Mittelalter entwickelte sich der Ort wegen seiner Lage an einer vielleicht noch aus römischer Zeit stammenden Brücke am Jakobsweg (Camino de Santiago); außerdem führte einer der bedeutendsten Viehtriebrouten Spaniens (cañadas) hier entlang.

## Sehenswürdigkeiten

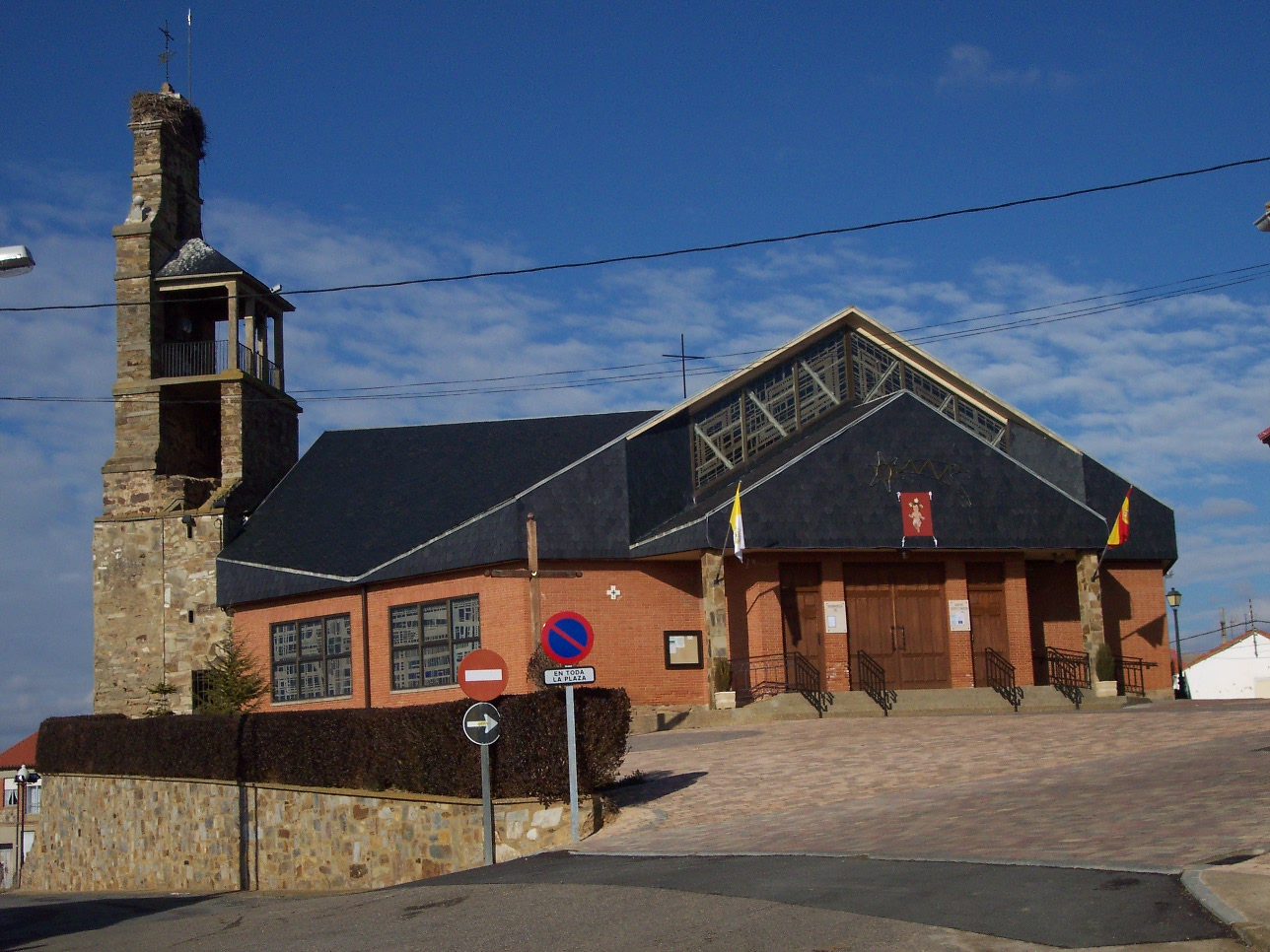
Kirche San Justo

- Ein bei San Justo gefundener frühchristlicher Sarkophag mit Szenen aus dem Alten und Neuen Testament befindet sich heute im Archäologischen Nationalmuseum von Madrid.
- Die spätmittelalterliche Pfarrkirche ist dem frühchristlichen Märtyrer San Justo gewidmet; von ihr ist jedoch nur noch die Westfassade mit dem hochaufragenden Glockengiebel (espadaña) erhalten. Langhaus und Chorbereich wurden Ende des 20. Jahrhunderts komplett modernisiert.[3]

Umgebung
- Von Santibáñez de Valdeiglesia kommend steht kurz vor San Justo auf einem Hügel ein Wegkreuz, der Crucero de San Toribio. Hier soll sich der hl. Turibius, im 5. Jahrhundert Bischof von Astorga, der aufgrund von Verleumdungen aus Amt und Würden vertrieben wurde, traurig umgewendet und den Staub von seinen Sandalen geschüttelt haben.